# Buttirago
Buttirago (Btirà in dialetto pavese) è una frazione del comune di Vistarino posta a sud del centro abitato, verso Copiano.

## Storia
Buttirago (CC B307), noto già nel XII secolo, faceva parte della Campagna Sottana pavese. Nel XVIII secolo non era infeudato. Nel 1872 il comune fu soppresso e unito a Vistarino.

## Società

### Evoluzione demografica
- 12 nel 1751
- 70 nel 1805
- 100 nel 1861[3]